# Ansamblul urban IV, Timișoara

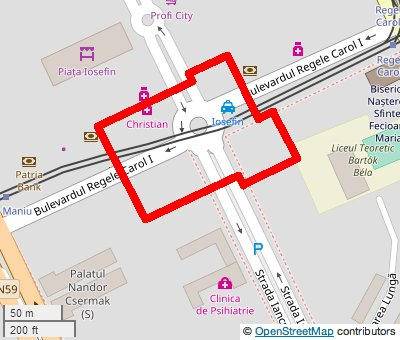
Localizarea și limitele ansamblului

Ansamblul urban IV este o zonă din cartierul Iosefin al Timișoarei, declarată monument istoric, având codul LMI TM-II-a-B-06104.

## Descriere
Ansamblul este format din clădirile situate pe colț ale intersecției dintre bd. Regele Carol I cu str. Iancu Văcărescu. Intersecția este una dintre cele trei cele mai vechi intersecții ale cartierului Iosefin, pe strada centrală dintre cele trei alocate inițial în 1744, cum apare pe harta iozefină. În perioada în care ansamblul a fost construit Timișoara făcea parte din Austro-Ungaria, zona făcea parte din Piața Scudier (pe actualul bd. Regele Carol I), iar străzile respective se numeau Kossuth Lajos utca și Bem utca. Actual intersecția este cunoscută în cultura populară drept Piața Iosefin.
În cadrul proiectului de cooperare româno-german „Reabilitarea prudentă și revitalizarea economică din Timișoara” s-a preconizat tratarea unitară a monumentelor istorice din Iosefin, inclusiv a Ansamblului urban IV, prin includerea într-o zonă lărgită, cuprinzând din întregul cartier istoric Iosefin zona dintre Canalul Bega, bd. Iuliu Maniu, bd. 16 decembrie 1989, str. Treboniu Laurian și str. Brașov.
Intersecția este lângă Piața Iosefin, centrul comercial al cartierului.

## Clădiri care fac parte din ansamblu
| Poz. | Descriere | Adresă, Coordonate                                                     | Data autorizării/ data terminării, Arhitect                                      | Imagine | Note                            |
| ---- | --- | ---------------------------------------------------------------------- | -------------------------------------------------------------------------------- | ------- | ------------------------------- |
| 1    | Școala Populară Comunală Elementară, actual Școala Gimnazială Nr. 12. Stil eclectic istoricist. Starea în 2015: clădire reabilitată.                              | Bd. Regele Carol I, nr. 17 45°44′39″N 21°12′35″E / 45.7442°N 21.2096°E | 1900 Karl Hart                                                                   |         | [ 6 ] [ 7 ] [ 8 ] [ 9 ]         |
| 2    | Palatul Katalin Panits. Casă de raport. Inițial cu un etaj, reconstruit și supraetajat în 1911. Stil Secession târziu, geometrizat. Starea în 2015: nereabilitat. | Bd. Regele Carol I, nr. 19 45°44′38″N 21°12′32″E / 45.7439°N 21.2088°E | 14 feb 1898 28 iul 1898 László Székely/ 10 mar 1911 (supraetajare) Henrik Telkes |         | [ 6 ] [ 4 ] [ 8 ] [ 10 ] [ 11 ] |
| 3    | Casa József Csasznek. Stil eclectic istoricist neobaroc. Starea în 2015: nereabilitată.                                                                           | Bd. Regele Carol I, nr. 30 45°44′40″N 21°12′31″E / 45.7444°N 21.2085°E | 1893                                                                             |         | [ 6 ] [ 8 ] [ 12 ]              |
| 4    | Fosta berărie „La Cerbul Brun” (maghiară Barna Szarvas). Starea în 2015: nereabilitată.                                                                           | Bd. Regele Carol I, nr. 28 45°44′41″N 21°12′33″E / 45.7446°N 21.2093°E | sec. XIX                                                                         |         | [ 6 ] [ 4 ]                     |